# Gummikuh

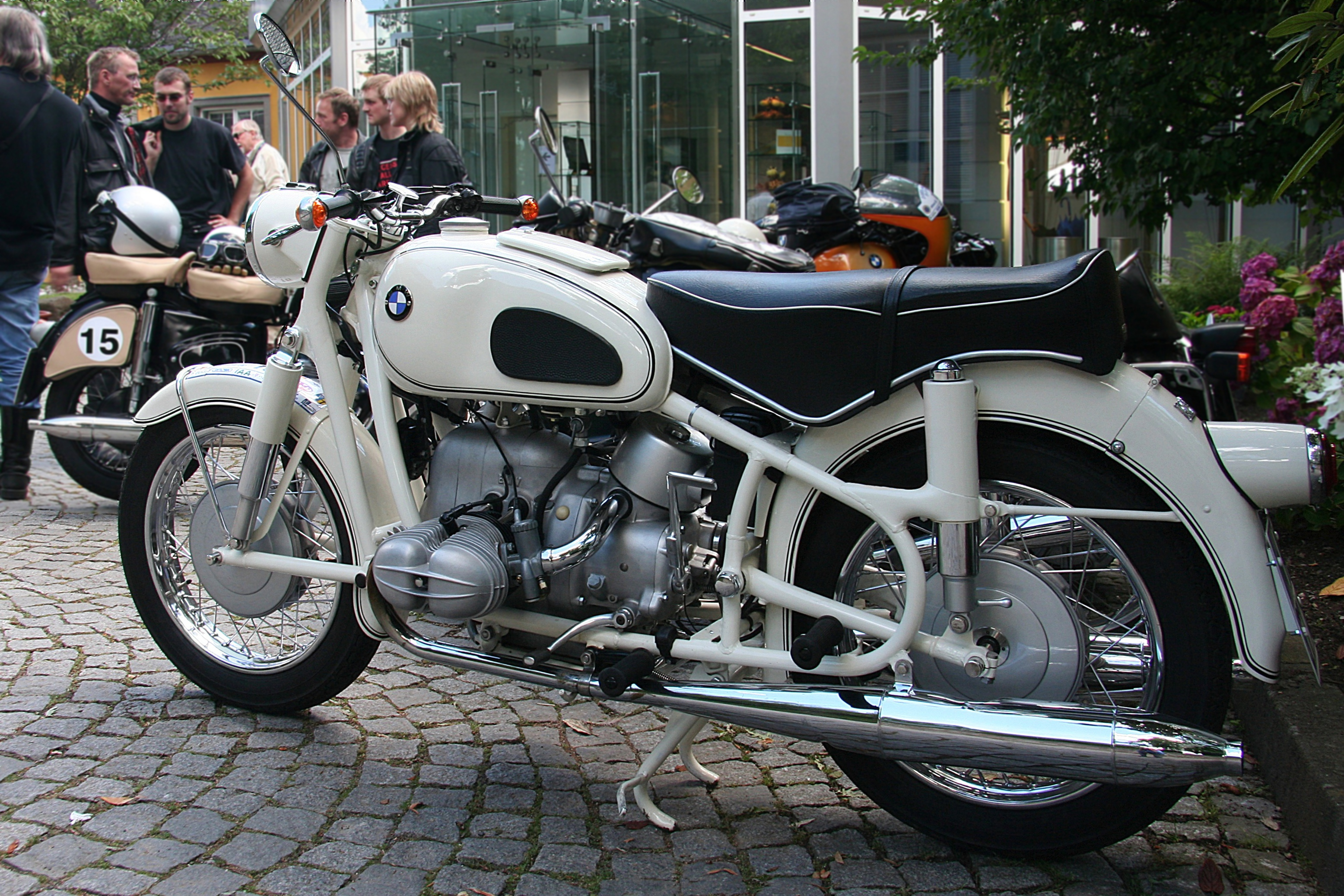
BMW R 69 S, auch „Gummikuh“ genannt

Gummikuh ist ein Spitzname für BMW-Motorräder der Modellreihe R mit Vollschwingenfahrwerk von 1955, der spöttisch die Bewegung bzw. das Aufstellmoment dieser Modelle beim Lastwechsel beschreibt. Im  Motorradfahrerjargon ging die Bezeichnung auch auf spätere ähnliche BMW-Motorräder mit Schwingen über. 

## Herkunft des Begriffs
Wie es heißt, prägte der Motorradjournalist Ernst Leverkus den Begriff „Gummikuh“. Er habe nach einer Testfahrt auf einer neuen BMW das deutliche Heben der Hinterradfederung durch den Kardanantrieb in Verbindung mit der Hinterradschwinge bemängelt und den Vergleich zu Kühen gezogen, die sich beim Aufstehen üblicherweise mit dem Hinterteil zuerst erheben.
Der Wortbestandteil „Gummi“ ging teils im Laufe der Zeit verloren; übrig blieb oftmals nur die „Kuh“ als Synonym für BMW-Boxermotorräder. Als Kürzel wird oftmals der Buchstabe „Q“ verwendet. 

## Technischer Hintergrund
In der Folge einer Konstruktionsänderung 1955 mit dem Erscheinen der Vollschwingen-BMW, deren Tellerrad innen am Hinterrad liegt, hebt sich die Hinterradfederung beim Anfahren. Beim Gaswegnehmen tritt der gegenteilige Effekt ein: sowohl vorn als auch hinten sackt die langhubige, komfortable Federung ein, ein Effekt, der zusätzlich auch den Ausdruck „Fahrstuhl-Motorrad“ zeugte. Mit der Einführung des Paralever-Fahrwerks noch bei den späten 2-Ventil-Modellen endete, technisch gesehen, die Ära der Gummikühe, denn das neue Fahrwerk verhindert den „Fahrstuhl-Effekt“ durch eine Elimination der Lastwechselkräfte und Aufstellmomente.

## Weitere Verwendung
Der Gebrauch des Begriffs Gummikuh ist jedoch weit älter. Bereits zu Beginn des 20. Jahrhunderts wurden Luftschiffe des Herstellers Parseval mit diesem Wort spöttisch bedacht. 
Eine „Fachzeitschrift über Motorräder der 50er und 60er Jahre“ mit dem Titel GummikuH (ISSN 0936-921X) erschien 1989/1990 im GummikuH-Verlag, Bremen. Einer der Gründer war Peter Kurze. Im Laufe des Jahres 1990 wurde sie mit der 1989 in acht Ausgaben bei Baehren und Böckmann in Dortmund erschienenen Zeitschrift Past perfect : vollendete Vergangenheit (ISSN 0944-3673) zusammengelegt, die Motorradgeschichte und Motorradgeschichten zum Inhalt hatte. Fortan erschien die GummikuH & Past perfect (ISSN 0944-3681) noch bis 1996.